# Rhizomorphe

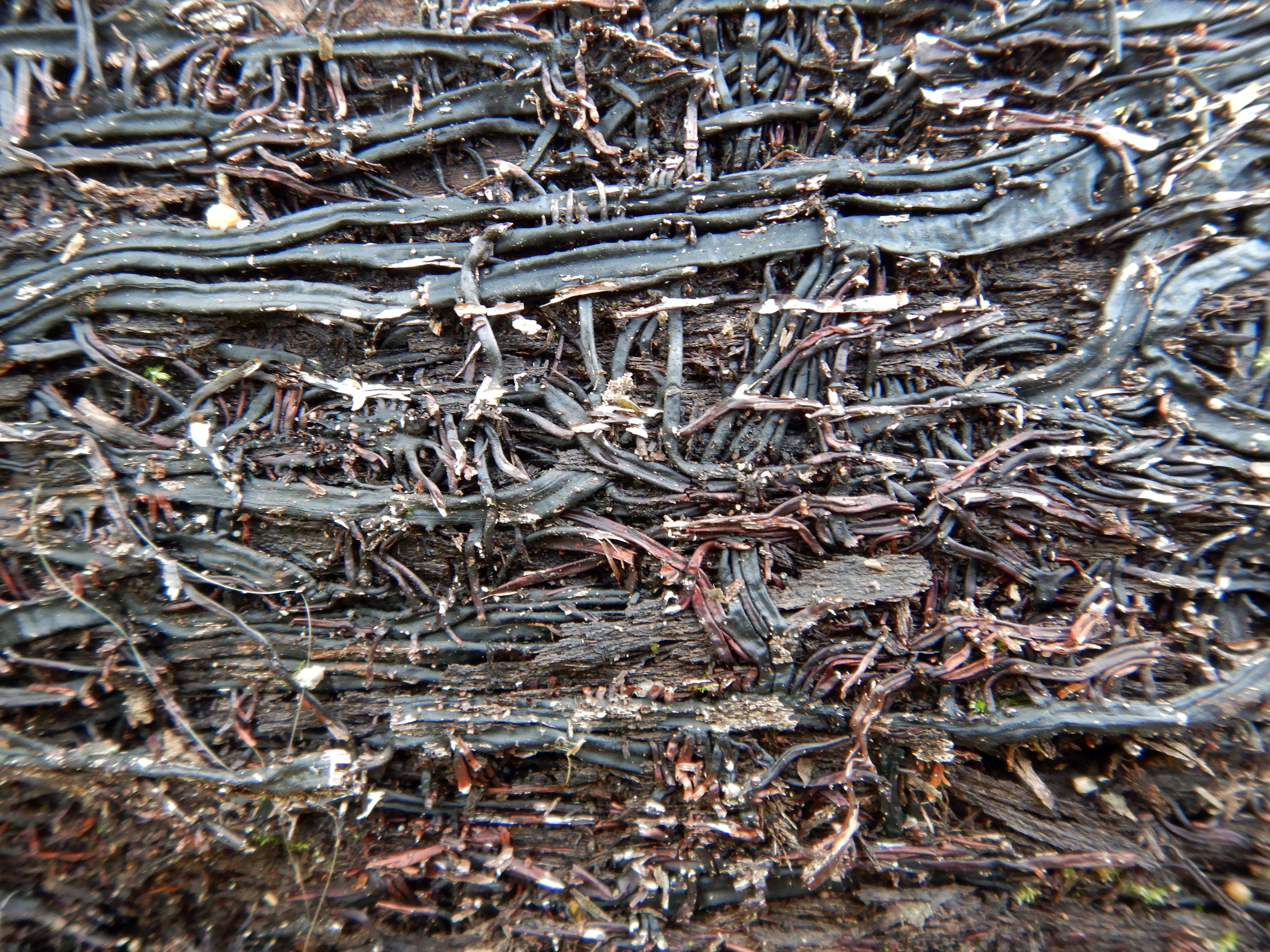
Rhizomorphe du champignon Armillaria mellea (qui s'est développé entre l'écorce et le tronc d'un arbre mort, ici vu après décollement de l'écorce).

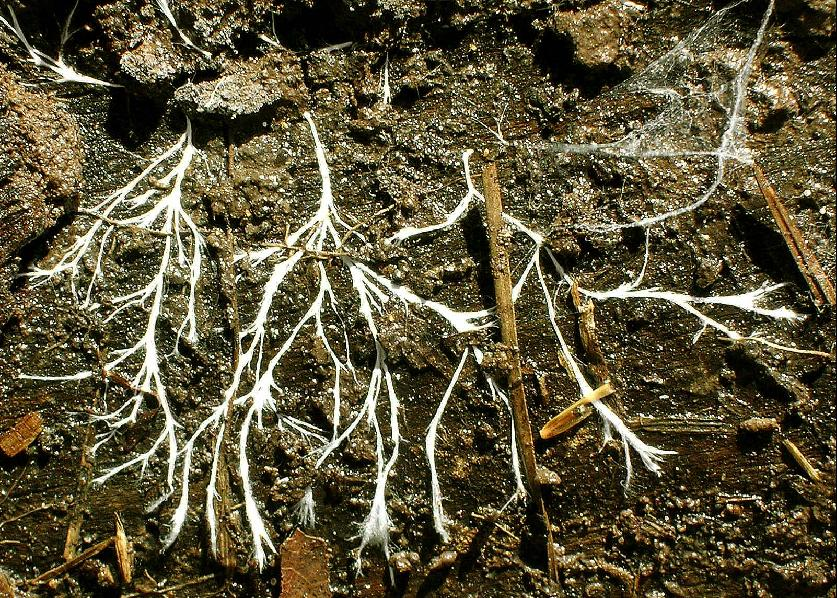
Les agents de pourriture du bois sont caractérisés par un mycélium sous-cortical blanchâtre et, entre l'écorce et le bois (ou parfois sur le bois), le développement de cordons (comme ici) ou de rhizomorphes pigmentés plus ou moins ramifiés, le contact avec le support se faisant parfois avec des palmettes blanches, structures agrégées constituées de cordons plus ou moins anastomosés.

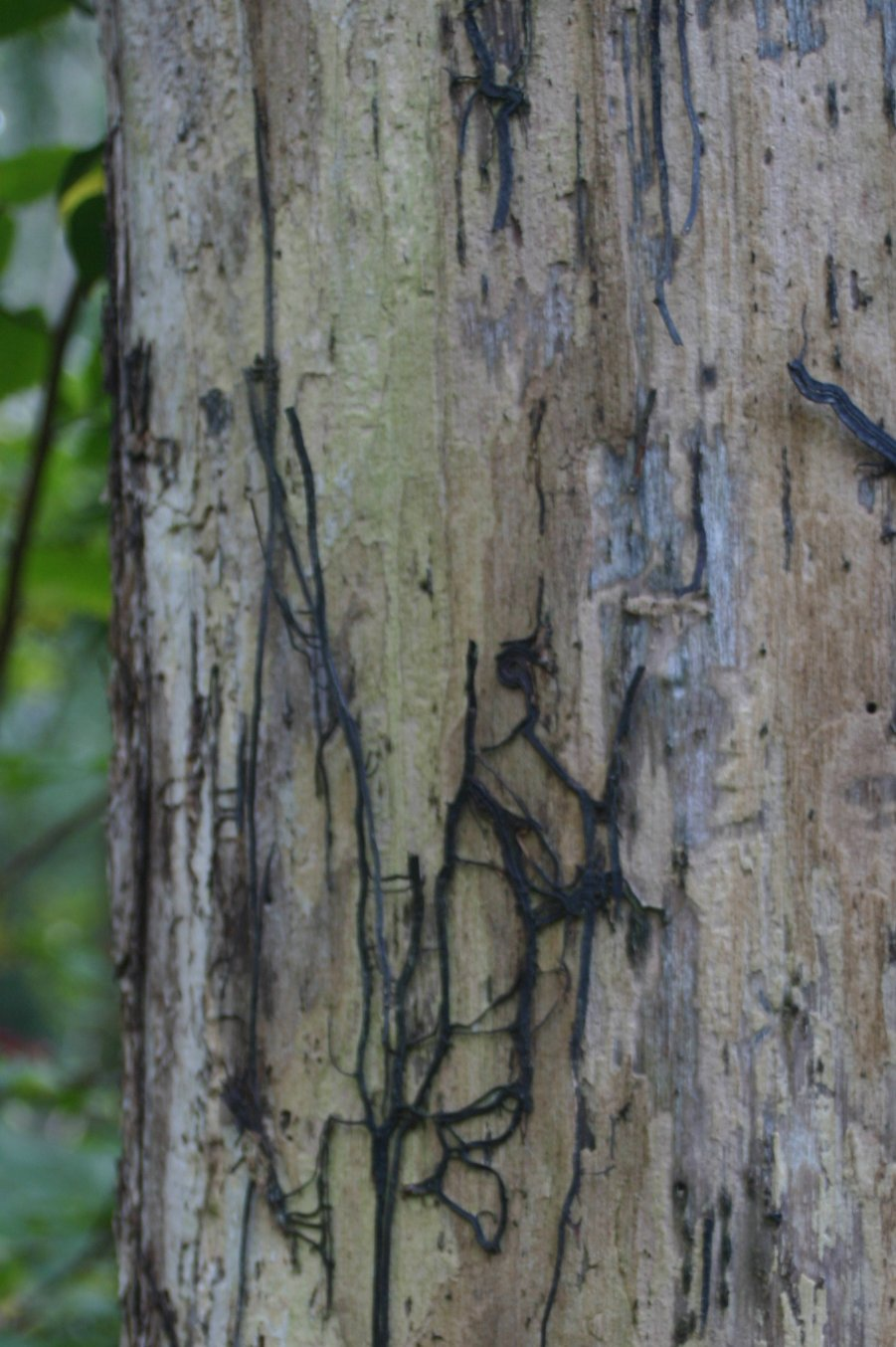
Rhizomorphe d'Armillaire (qui s'est développé entre l'écorce et le tronc d'un arbre mort, ici vu après décollement de l'écorce).

Le rhizomorphe est un agrégat d'hyphes mycéliennes parallèlement orientées, plus ou moins ramifiées, organisées en canaux. Cet organe d'exploration à grande distance s'étend de manière subcorticale (sous des écorces) ou souterraine à la recherche de bois mort. Il s'agit d'un « faux tissu » (ou plectenchyme, caractéristique des Ascomycètes et Basidiomycètes) qui constitue une structure de résistance et de propagation souterraines de certains champignons. Les cordons matures sont entourés d’hyphes gainants plus étroits. Les rhizomorphes évoquent, pour leur forme et apparence, certaines racines des plantes et ils ont des fonctions en partie similaires, d'où leur dénomination de rhizomorphes (qui signifie littéralement « en forme de racine »). Les agrégats d'hyphes très ramifiés sont appelés cordons mycéliens, organes qui forment des tapis plus lâches, plus diffus ou en éventail, et qui sont moins complexes,. Les champignons capables de produire de telles structures peuvent se développer dans des conditions difficiles et rivaliser avec d'autres espèces, concurrentes. Ils transportent de l'eau et des nutriments sur de longues distances, par exemple vers un système fructifiant en développement. Ils peuvent permettre aux champignons lignivores de se développer dans le sol à partir d'une base alimentaire distante. Ils facilitent pour le champignon la recherche de nouvelles sources d'alimentation, colonisant des territoires vierges ou, telle une division d'armée (les milliers d'hyphes), débarquent sur un territoire hostile et éliminent des concurrents.
Pour les champignons parasites, ces cordons mycéliens peuvent aider à propager l'infection fongique. Le cordon noir, ramifié et localement anastomosé, constitue en quelque sorte un moyen, pour les champignons, d'augmenter la résistance de leurs mycéliums face à des conditions difficiles à l'intérieur du substrat (gel, excès ou manque d'humidité par exemple) : les cordons rampent d'un arbre à l'autre, par exemple en longeant des racines. Cette caractéristique explique pourquoi ce champignon lignicole semble produire des sporophores parfois terrestres.
Les cordons mycéliens de certains champignons du bois (comme Serpula lacrymans) sont capables de pénétrer dans la maçonnerie d'une construction. Pour ne pas confondre une racine et un rhizomorphe cylindrique, il suffit de gratter la surface de la structure. Le rhizomorphe émet alors une forte odeur de champignon, pas la racine.

## Mécanisme de formation et de propagation
Ce mécanisme n'est pas encore compris avec précision. Selon les données disponibles, le développement des rhizomorphes semble commencer par un thalle enfoui, produisant du mycélium (biomasse des hyphes).

Si ce thalle est privé de nutriments et exposé à une augmentation du taux d'oxygène, il subit une morphogenèse donnant lieu à des « pseudo » ou microscléroses (structures de survie de certains champignons), lesquelles précèdent le développement d'un réseau de rhizomorphes.

La concentration du milieu en oxygène joue un rôle important dans la production de rhizomorphes.
En présence d'une forte concentration d'oxygène dans l'atmosphère, ainsi que d'humidité, puis selon la température et le pH du sol, la production de rhizomorphe augmente.

Des modèles mathématiques suggèrent que certains champs ou gradients de produits chimiques de signalisation, parallèles à l'axe du cordon, pourraient être impliqués.

## Taille
Les rhizomorphes font généralement quelques centimètres et moins de 2 mm de diamètre, mais ils peuvent atteindre au moins 10 m de longueur et 5 mm de diamètre, comme chez l'Armillaire couleur de miel (en lien avec son mode d'exploration de ressources discontinues).

## Spécificités, développement et morphologie
Reconnus pour leur rôle dans la propagation et la colonisation de certains champignons dans l'environnement (voir dans les constructions en bois), les rhizomorphes sont les organes les plus complexes produits par les champignons. Ils sont composés d’hyphes hautement spécialisés, de taille et d'orientation différentes, et sont dotés de fonctions spécifiques.

### Composition biochimique

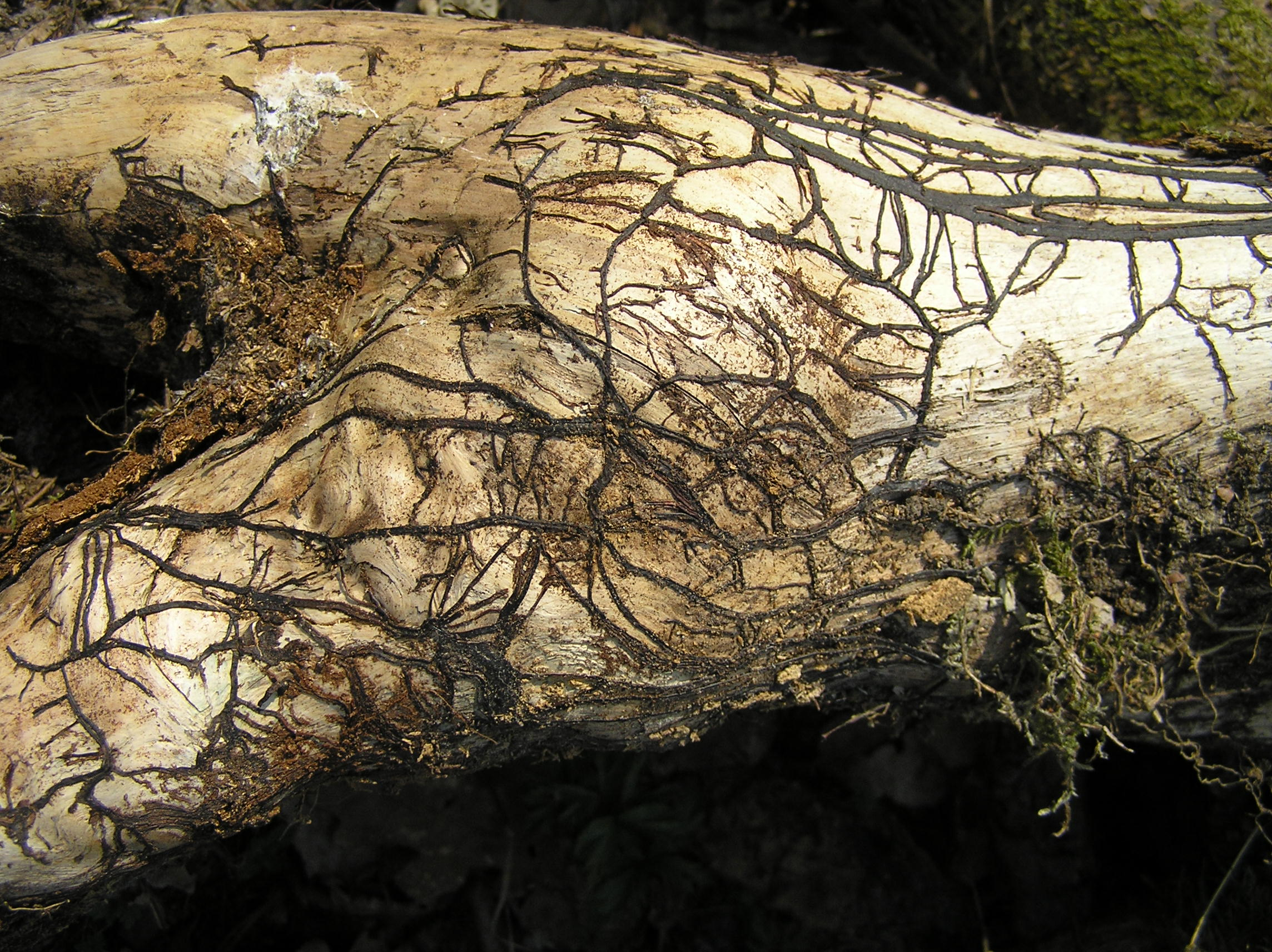
Les rhizomorphes de l'Armillaire couleur de miel sont constitués d'hyphes différenciés entourés d'un cortex externe mélanisé.

Les rhizomorphes contiennent quatre types de tissus différenciés :
1. La paroi mélanisée et indurée: c'est une protection de toute la colonie fongique en expansion face aux organismes fongivores et aux microorganismes concurrents (bactéries ou champignons, notamment les enzymes hydrolytiques pouvant lyser les hyphes non protégés);
2. Les couches externes (cortex) mélanisées qui sont un point de croissance compact qui constitue le mucilage;
3. La moelle (medulla) constituée de faisceaux d'hyphes: elle sert à la conduction de l'eau et de nutriments dissous (écrasée, elle émet une forte odeur de champignon);
4. une ligne centrale, utilisée comme canal de circulation d'air[4].

### Variants
Les rhizomorphes peuvent être de type cylindrique ou plats. Ils peuvent être mélanisés ou non-mélanisés.
Le type plat non mélanisé ou mélanisé est plus commun entre le liber et l'écorce des arbres, alors que des rhizomorphes mélanisés cylindriques sont parfois trouvés dans les systèmes racinaires des arbres.
Ainsi les espèces d'Armilaires (Genre : Armillaria) forment des rhizomorphes mélanisés (foncés ou bruns dus à la présence de mélanine), à l'exception de Desarmillaria tabescens (anciennement Armillaria tabescens) qui, en culture, produit des rhizomorphes non mélanisés.

## Fonctions
Dans les années 1950, on pensait que les rhizomorphes agissaient à la fois comme un système souterrain d'absorption et comme structures d'extension et de croissance du champignon. Ils colonisent et décomposent les racines et le bois mort, sénescent et parfois vivant. Ils permettent au champignon d'accéder à des endroits où les ressources alimentaires sont peu disponibles, ce qui confère certains avantages aux champignons qui les produisent en termes de concurrence, entre autres en améliorant ses capacités de survie durant de longues périodes.
Les rhizomorphes sont une adaptation morphologique et fonctionnelle trouvée chez diverses espèces de basidiomycètes lignicoles et ectomycorhiziens ainsi que chez certains champignons ascomycètes. Leurs surfaces peuvent être très résistantes à l'eau et ces cordons peuvent transporter de l'oxygène. Les cordons rhizomorphes et mycéliens jouent tous deux un rôle dans le transport des nutriments, l'absorption d'eau, la translocation et la colonisation des substrats, ce que ne font pas les mycéliums, qui se limitent au transport de nutriments, d'eau et à la translocation et colonisation de substrats.
Les rhizomorphes facilitent la colonisation de bois mort ou vivant par certains champignons, dont certains sont responsables de la pourriture sèche tels que Serpula lacrymans et Meruliporia incrassata, qui causent d'importants dommages aux charpentes, poutres et planchers humides en Europe et en Amérique du Nord en décomposant le bois.

Armillaria en est un autre genre, très étudié en raison de sa production particulièrement abondante de rhizomorphes pigmentés (brun foncé à noir).
Certaines des espèces produisant des rhizomorphes sont réputées pathogènes, alors que d'autres ne sont que saprotrophes d'arbres et d'arbustes morts ou de bois de construction humidifié.

## Évolution chez les espèces d'Armillaria
Le genre Armillaria, bien étudié, est largement répandu dans le monde. La plupart des espèces de champignons appartenant à ce genre sont caractérisées par une production abondante de rhizomorphes.
Une autre des caractéristiques morphologiques des Armilaires est la présence d'un anneau (structure annulaire dans la tige de la fructification), sauf chez l'espèce Desarmillaria tabescens [7], qui présente curieusement une autre différence : elle produit des rhizomorphes non mélanisés, uniquement in vitro.
Cependant, une étude en environnement contrôlé, avec des taux élevés d'oxygène dans l’air et dans un sol saturé en humidité, a montré que Desarmillaria produit dans ce cas des rhizomorphes mélanisés, mais la réunion de ces deux conditions est rare dans le climat actuel, ce qui pourrait expliquer qu’on n’ait jamais observé de rhizomorphes mélanisés dans la nature chez cette espèce. Il pourrait s’agir d’un comportement relique de périodes antérieures de l’évolution de l’espèce.
Les rhizomorphes sont trouvés chez toutes les espèces d'Armillaria et chez d'autres types de champignons, mais il semble que les espèces qui ont le plus récemment divergé aient sélectionné une adaptation qui est la création de rhizomorphes mélanisés. La mélanine semble présenter au moins trois intérêts :
- elle protège les hyphes qui forment les rhizomorphes des effets délétaires des UV solaires ;
- en tant que pigment foncé, elle absorbe la chaleur quand les rhizomorphes sont exposés au soleil ;
- elle absorbe certains ions métalliques du sol (on trouve aussi de la mélanine dans différentes autres structures fongiques, dont les spores et les parois cellulaires des champignons

Elle semble aussi jouer un rôle contre le stress hydrique. Ainsi, la production de mélanine contribue à la longévité et à la survie des rhizomorphes dans le sol ou sous l’écorce.